# フィレンツェの怪物事件
フィレンツェの怪物事件（フィレンツェのかいぶつじけん）は、イタリアのフィレンツェ市とその周辺で1970年代から1980年代にかけて発生した連続殺人事件。主にカップルが狙われ、8組16名が殺害されたといわれている未解決事件である。
事件の名称の由来は事件の犯人を「フィレンツェの怪物」（Il Mostro di Firenze、イル・モストロ・ディ・フィレンツェ）、もしくは「イル・モストロ」と呼んだことによる。または単にカップル殺人犯などとも呼ばれている。

## 犯行の手口
- 夏場の月のない、休日の前日の晩に犯行を犯す。
- ドライブ中のカップルが狙われる。
- 22口径のベレッタを使用して被害者を射殺する
- 一部女性被害者に対し刃物でめった刺しにする、遺体の一部を切断するなどしている。
- 犯行は年に1回程度のペースで行われ、通常の連続殺人のように犯行の間隔が短くなることはない。また、被害者を選定した形跡はほとんどみられない。

## 犯行

### 第一期（1974年）
- 1974年9月14日、フィレンツェ郊外ボルゴ・サン・ロレンツォのブドウ畑近くに停められた車の車内から、男女の死体が発見された。男性は銃撃され即死。女性には96箇所もの刺し傷があった。女性の性器にブドウの蔓が差し込まれていたことから、悪魔崇拝との関連が噂された。

### 第二期（1981年から1985年）
- 1981年6月6日、結婚式を控えた男女が買い物に出かける途中で殺害された。男性は射殺。女性は射殺された上に数十箇所におよぶ刺し傷があった。付近ではカーセックスをする若者をターゲットにした覗きが横行していたため、覗き魔の一人が容疑者として逮捕された。
- 1981年10月22日、カレンツァーノのバルトリーネ付近で車内から男女の他殺体が発見された。6月の事件の犯人とされる人物が拘留中であったことから、捜査陣はパニックに陥った。
- 1982年6月19日、モンテスペルトリで男女の射殺体が発見された。
- 1983年9月9日、ドイツ人男性2人の射殺死体が発見された。男性の一人は髪を長く伸ばしており、女性と間違えられたと考えられている。
- 1984年7月29日、デート中の男女が撃たれ、女性は即死。男性は8時間後に死亡。現場近くで不審な50代の男性が目撃されたが、のちに無関係と判明。
- 1985年9月7日-8日、サン・カシャーノ・イン・ヴァル・ディ・ペーザでキャンプをしていたフランス人の男女が殺害された。2人はテントで就寝中のところを銃で襲われ、女性は即死、男性はテントの外へ逃げようとしたところを射殺されたとみられる。その後、切り取られた被害者女性の乳房が州検察官のもとに送りつけられた。

### 同一犯の可能性がある事件
- 1968年8月21日、フィレンツェ郊外シーニャの林近くに停められた車の中から男女の射殺体が発見された。車内には女性の子供が同乗していたが、熟睡していたため事件に気づかず無事だった。被害女性の夫が殺人の容疑で逮捕され、懲役6年の判決を受けた。つまり、第一の事件が発生した74年頃には収監中であったため、同一犯である可能性は低いとも考えられる。
- 1980年代後半に娼婦が殺害された事件で使用された凶器が、本事件の凶器と同一の物である可能性があるとされる。

## その後
1993年、農夫の男性が容疑者として逮捕されたが、犯行を否認したまま係争中の1998年2月22日に73歳で心臓発作により死去した。

## 関連書籍
- 島村菜津、マリオ・スペッツィ（英語版）『フィレンツェ連続殺人』（新潮社、1994年） ISBN 4104011010
  - スペッツィは Il Mostro Di Firenze (1983) や Dolci colline di sangue (2006) など本事件に関する著書の多いノンフィクション作家。
- アルベルト・ベヴィラックァ（英語版）（大久保昭男訳）『母への遺書—フィレンツェ連続殺人事件の真実』（河出書房新社、1997年） ISBN 4309202810
  - 原著： Alberto Bevilacqua, Lettera alla madre sulla felicità  (1995)
  - 犯人の嫌疑をかけられた作家の手記。

### 関連作品
- トマス・ハリスの小説『ハンニバル』（1999年） - フィレンツェ編は、この事件にかなりのページを割いている。
- 映画『ミッドナイトリッパー』Il mostro di Firenze（チェザーレ・フェラーリオ（イタリア語版）監督、1986年）
- 映画『新サスペリア』L'assassino è ancora tra noi（カミロ・テッティ（イタリア語版）監督、1986年）
- 映画『ロベルト・ベニーニの Mr.モンスター』Il mostro（ロベルト・ベニーニ監督、1994年） - 本事件を題材に、誤認逮捕された男を主人公としたコメディ。
- アメリカのテレビドラマ『クリミナル・マインド 国際捜査班』第2シーズン第2話「フィレンツェの怪物」II Mostro - 本事件が言及される。